# Silvia Saint
Silvia Saint někdy Sylvia Saint, vlastním jménem Silvie Tomčalová (* 12. února 1976 Kyjov) je česká pornoherečka.

## Život
Ještě v mládí zemřel Silvii otec. Po maturitě studovala v Brně dvouletou nástavbu v oboru management. Před vstupem do světa pornografie pracovala jako manažerka jednoho hotelu ve Zlíně. Měla několik dalších zaměstnání v dalších firmách jako účetní a koordinátor marketingu. Finančně ji situace ale neuspokojovala, a tak se rozhodla pro kariéru v modelingu, která by mohla být slibnější. Rychle se zavedla ve focení spodního prádla a začala fotit akty. Natáčení pornografických filmů se začala věnovat v roce 1997. Během své kariéry natočila přes 262 filmů, které velmi často obsahují zobrazení análního sexu.
Většinu svých filmů natočila pro Private Media v České republice a později pro jiné produkční společnosti ve Spojených státech amerických.